# Phường 2, Quận 10
Phường 2 là một phường thuộc Quận 10, Thành phố Hồ Chí Minh, Việt Nam.

## Địa lý
Phường 2 nằm ở phía đông nam Quận 10, có vị trí địa lý:
- Phía đông giáp Phường 1
- Phía tây giáp Phường 4
- Phía nam giáp Quận 5
- Phía bắc giáp Phường 9.

Phường có diện tích 0,30 km², dân số năm 2021 là 19.503 người,  mật độ dân số đạt 65.010 người/km².

## Hành chính
Phường 2 được chia thành 8 khu phố đánh số từ 1 đến 8 với 118 tổ dân phố.

## Lịch sử
Ngày 14 tháng 2 năm 1987, Hội đồng Bộ trưởng ban hành Quyết định 33-HĐBT. Theo đó:
- Sáp nhập Phường 2 cũ với Phường 3 cũ thành một phường lấy tên là Phường 2
- Đổi tên Phường 1 cũ thành Phường 3.

Sau khi thành lập, Phường 2 có 83 tổ dân phố với 16.448 người.
Ngày 9 tháng 12 năm 2020, Ủy ban thường vụ Quốc hội ban hành Nghị quyết 1111/NQ-UBTVQH14 về việc sắp xếp các đơn vị hành chính cấp huyện, cấp xã và thành lập thành phố Thủ Đức thuộc Thành phố Hồ Chí Minh (nghị quyết có hiệu lực từ ngày 1 tháng 1 năm 2021). Theo đó, sáp nhập toàn bộ 0,10 km² diện tích tự nhiên và 6.075 người của Phường 3 vào Phường 2.